# Banco Industrial (Argentina)
Banco Industrial S.A. es una institución financiera argentina de capitales privados. Cuenta con 30 sucursales y se especializa en brindar asistencia crediticia a empresas PyME.

## Historia
Fue fundado en 1971 bajo la denominación de Caja de Crédito La Industrial, En 1996 cambia su denominación a La Industrial Compañía Financiera S.A.
En 1997, Adquiere el Banco Azul, por lo que cambia su denominación a Nuevo Banco Industrial de Azul S.A.
En 2003, absorbe al Banco Velox
En 2010, cambia su denominación a Banco Industrial S.A.